# Västberga begravningsplats
Västberga begravningsplats är en kyrkogård och begravningsplats vid Västberga kyrkogårdsväg  belägen mellan stadsdelen Solberga, Västberga och Liseberg i södra Stockholm. Anläggningen är blåmärkt av Stadsmuseet i Stockholm vilket innebär "att bebyggelsen bedöms ha synnerligen höga kulturhistoriska värden".

## Historik
Begravningsplatsen anlades i slutet av 1800-talet som en utökning av Brännkyrka kyrkas kyrkogård och hette då Brännkyrka nya begravningsplats. I slutet av 1800-talet avsattes ett långsmalt område som gravmark för Brännkyrka socken. Brännkyrkas nya begravningsplats anlades intill (väster om) Västra stambanan, strax norr om Brännkyrka kyrka. Här passerade även landsvägen mot Västberga gård (dagens Västberga allé). År 1898 kompletterades begravningsplatsen med ett kapell, uppfört i rött tegel i nygotisk stil. Det ritades av arkitekten Konrad Elméus. År 1947 utfördes en kalkmålning på altarväggen av Torsten Nordberg. Senare tillkom även en klockstapel och 1960 anlades ett underjordiskt bårhus intill kapellt.
Nuvarande areal är på 4,5 hektar med nästan 5 000 gravar. Gravsättning sker genom nedsättning av kistor och urnor vid individuella kistgrav- eller urngravplatser. Individuella gravplatser på Västberga begravningsplats är förbehållna dem som vid sin död var folkbokförda i Stockholm.

## Bilder

### Bilder, exteriör

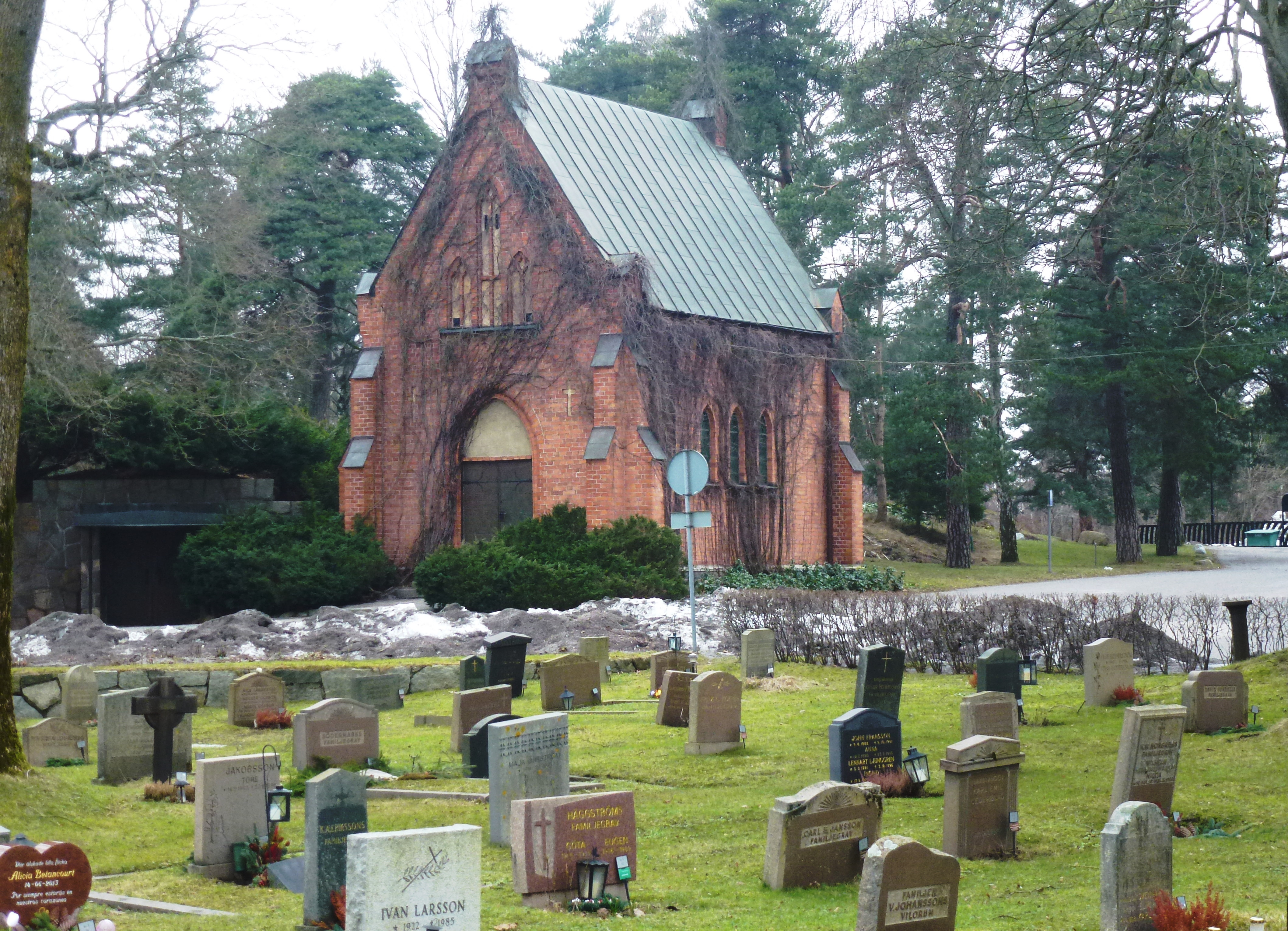
Västberga begravningsplats och kapell.
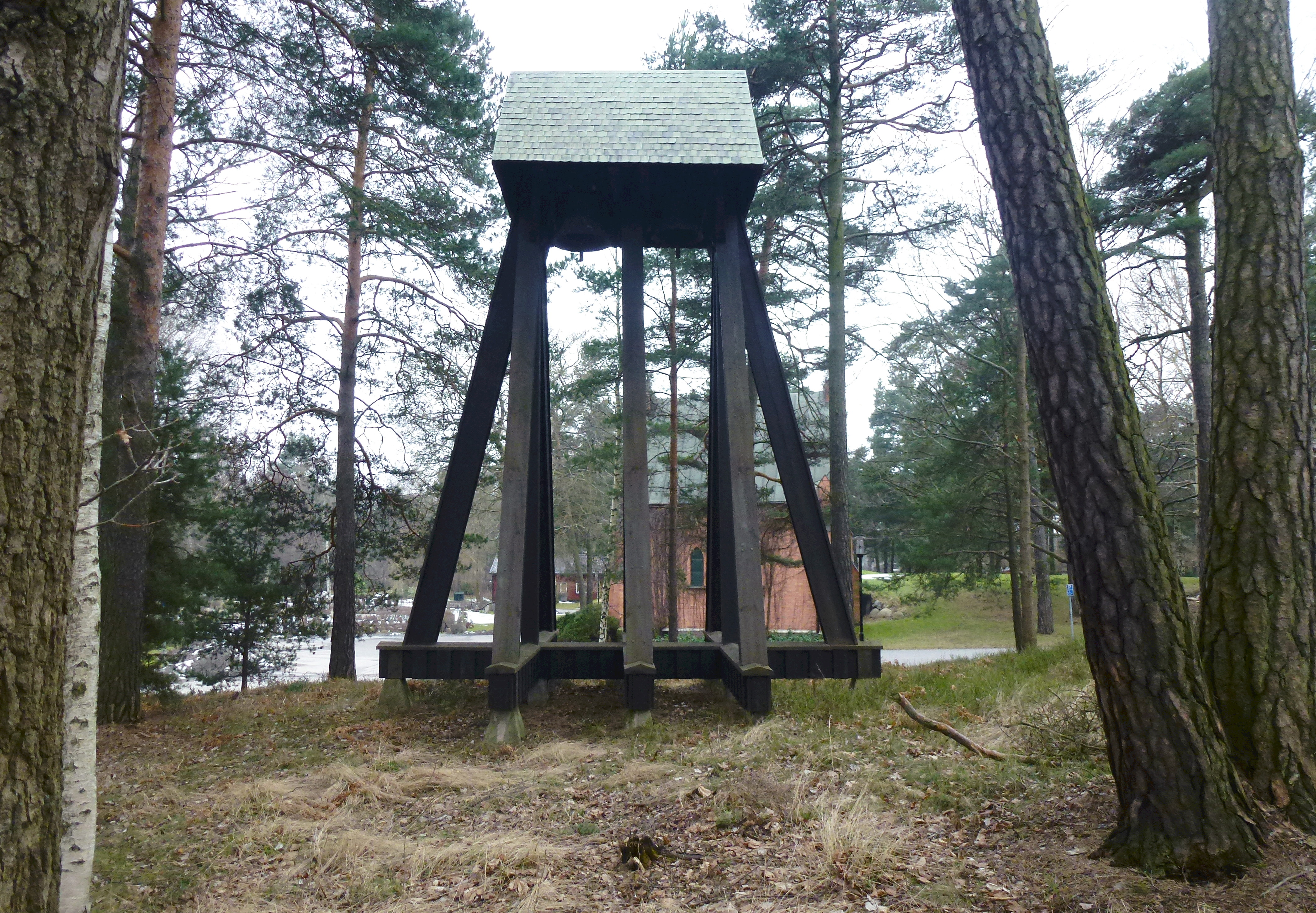
Klockstapel.
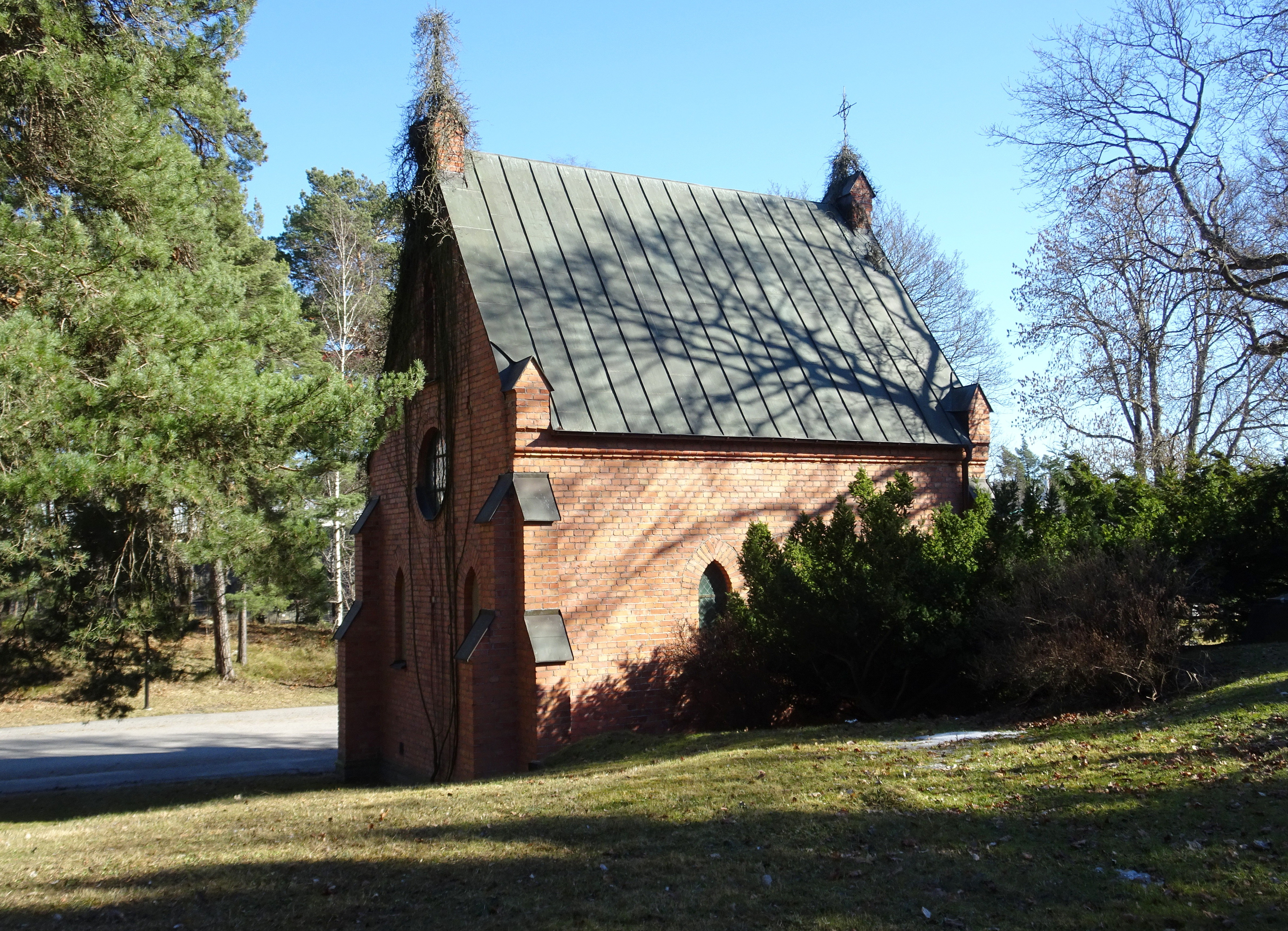
Kapellet.
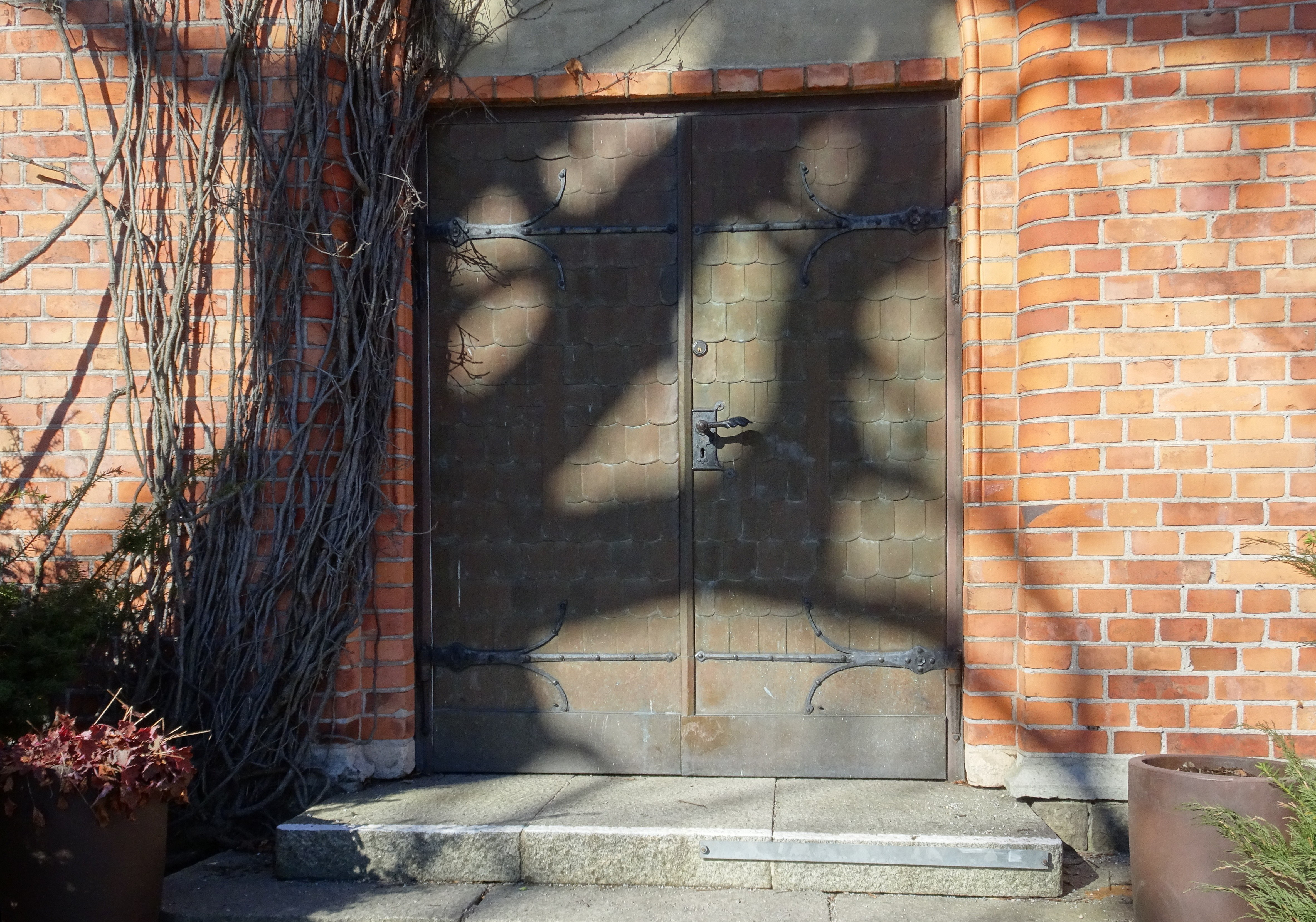
Kapellets portal.
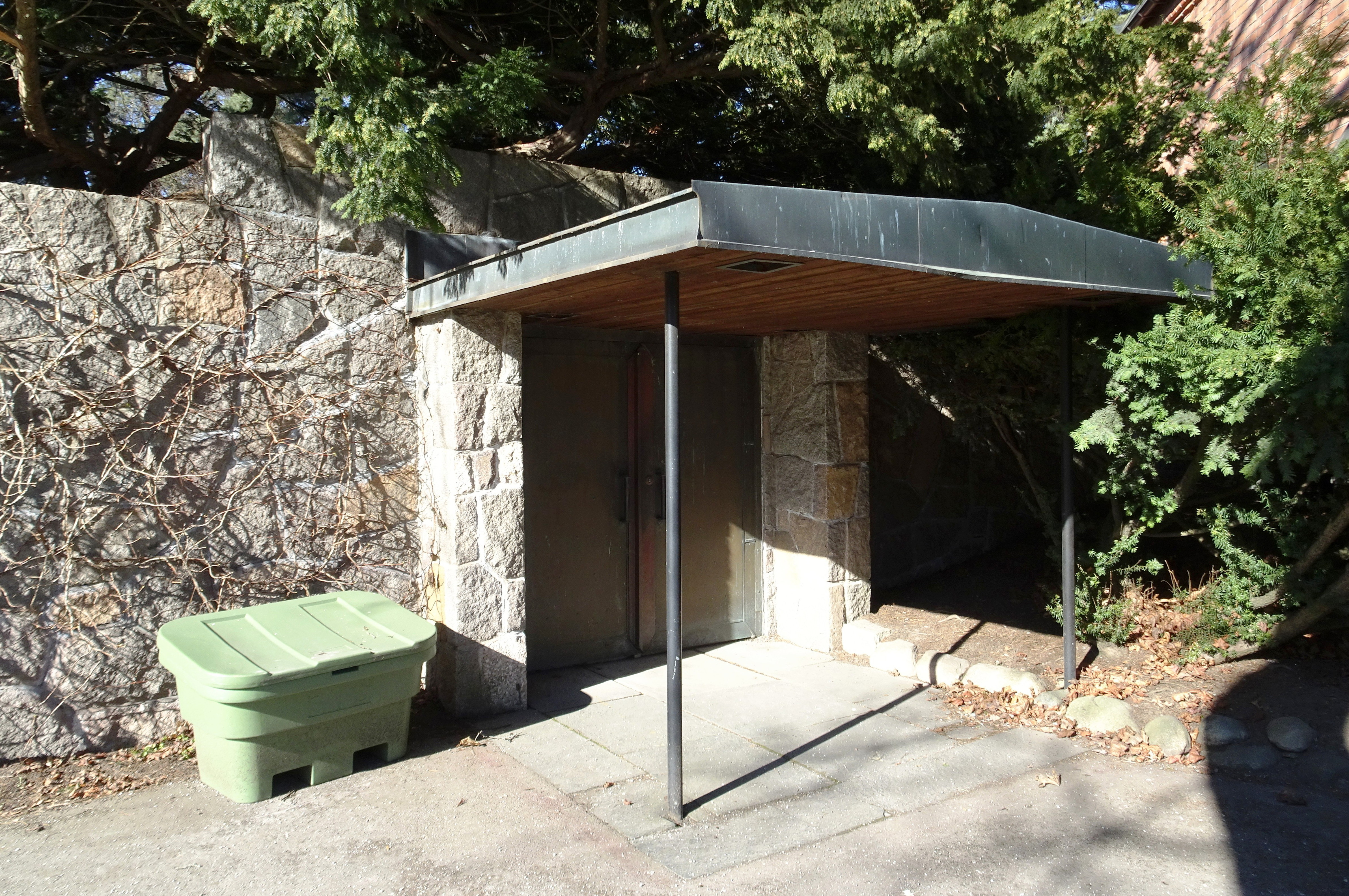
Entré till bårhuset.

### Bilder, interiör

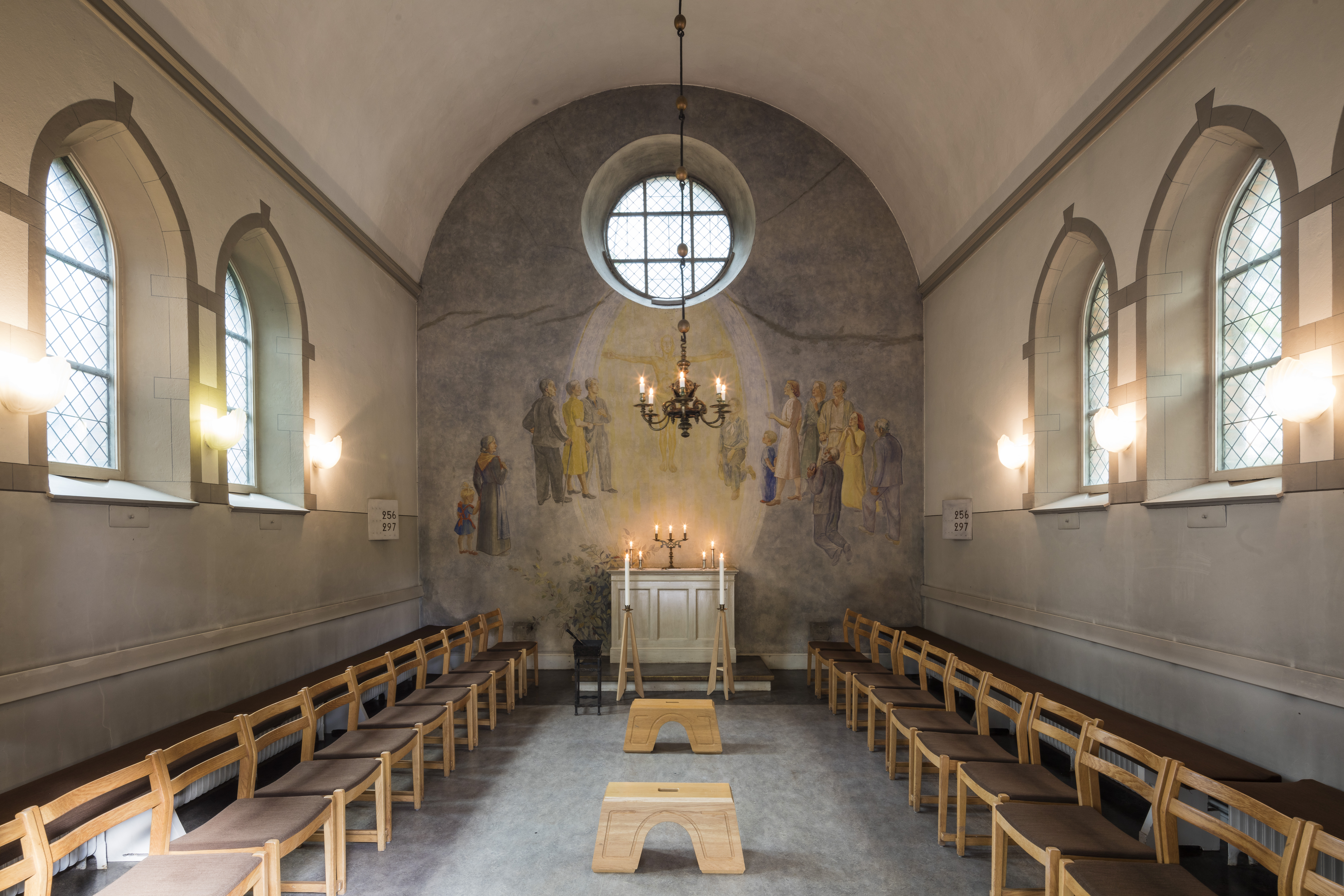
Västberga kapell interiör.
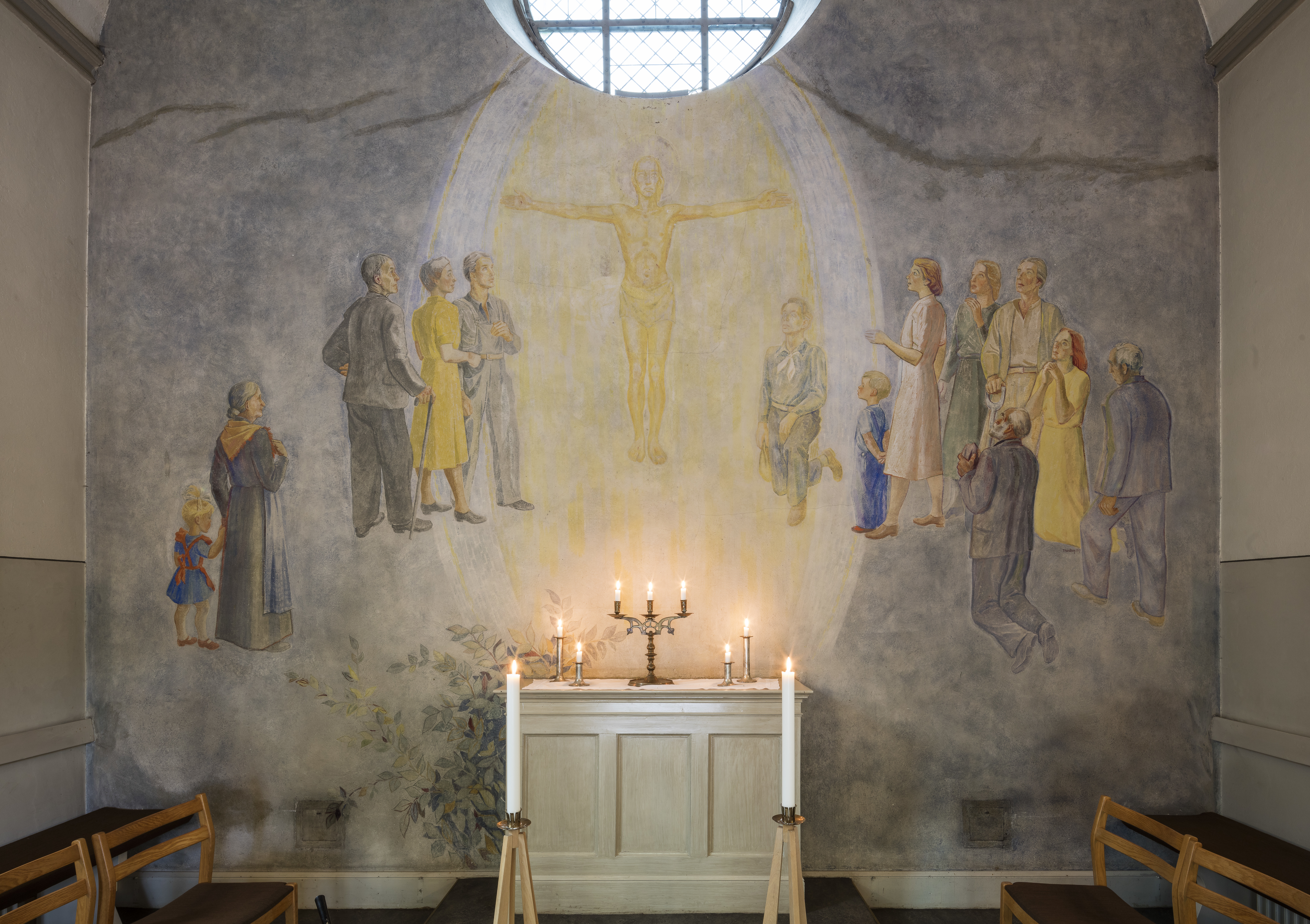
Väggmålning av Torsten Nordberg.
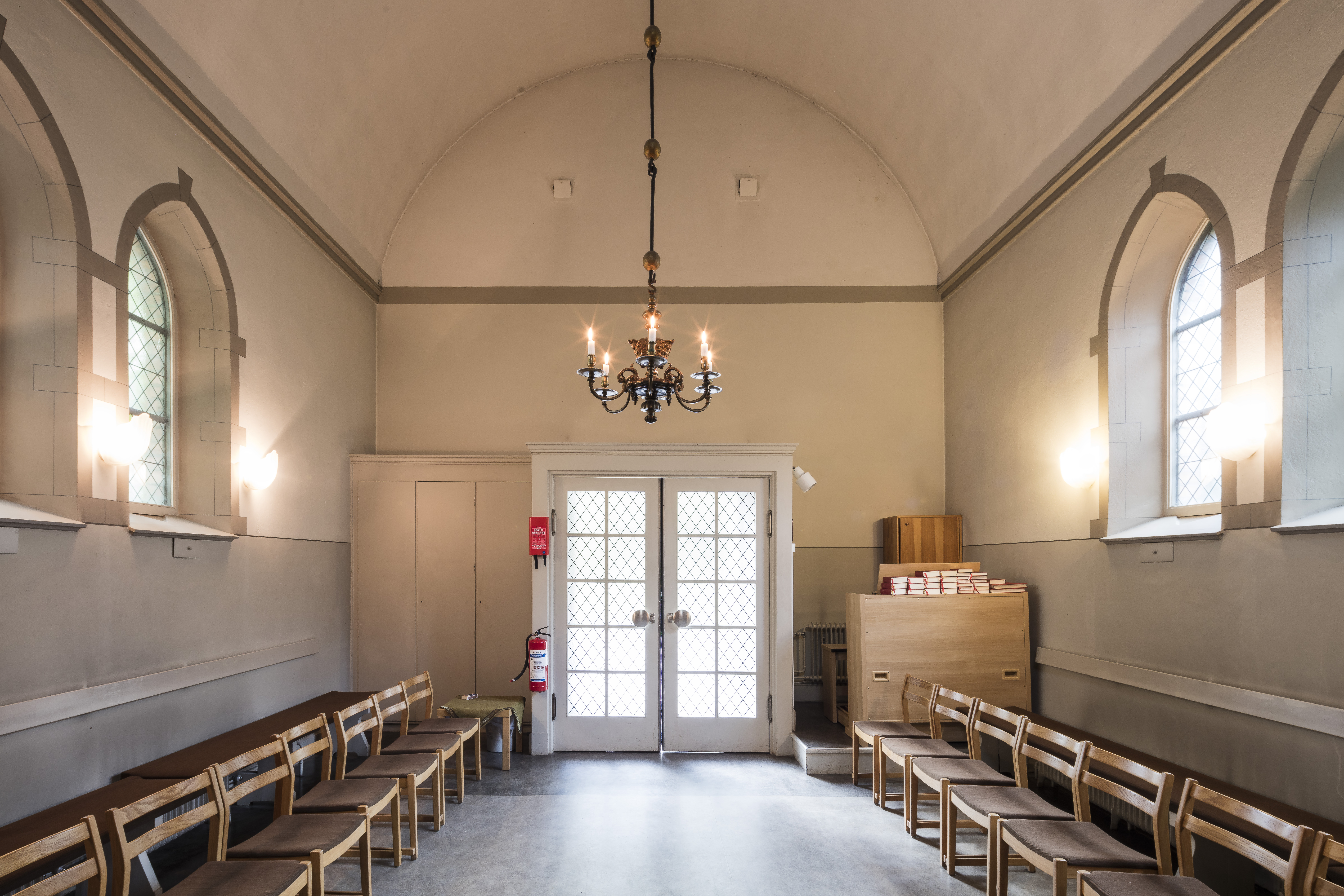
Västberga kapell interiör.
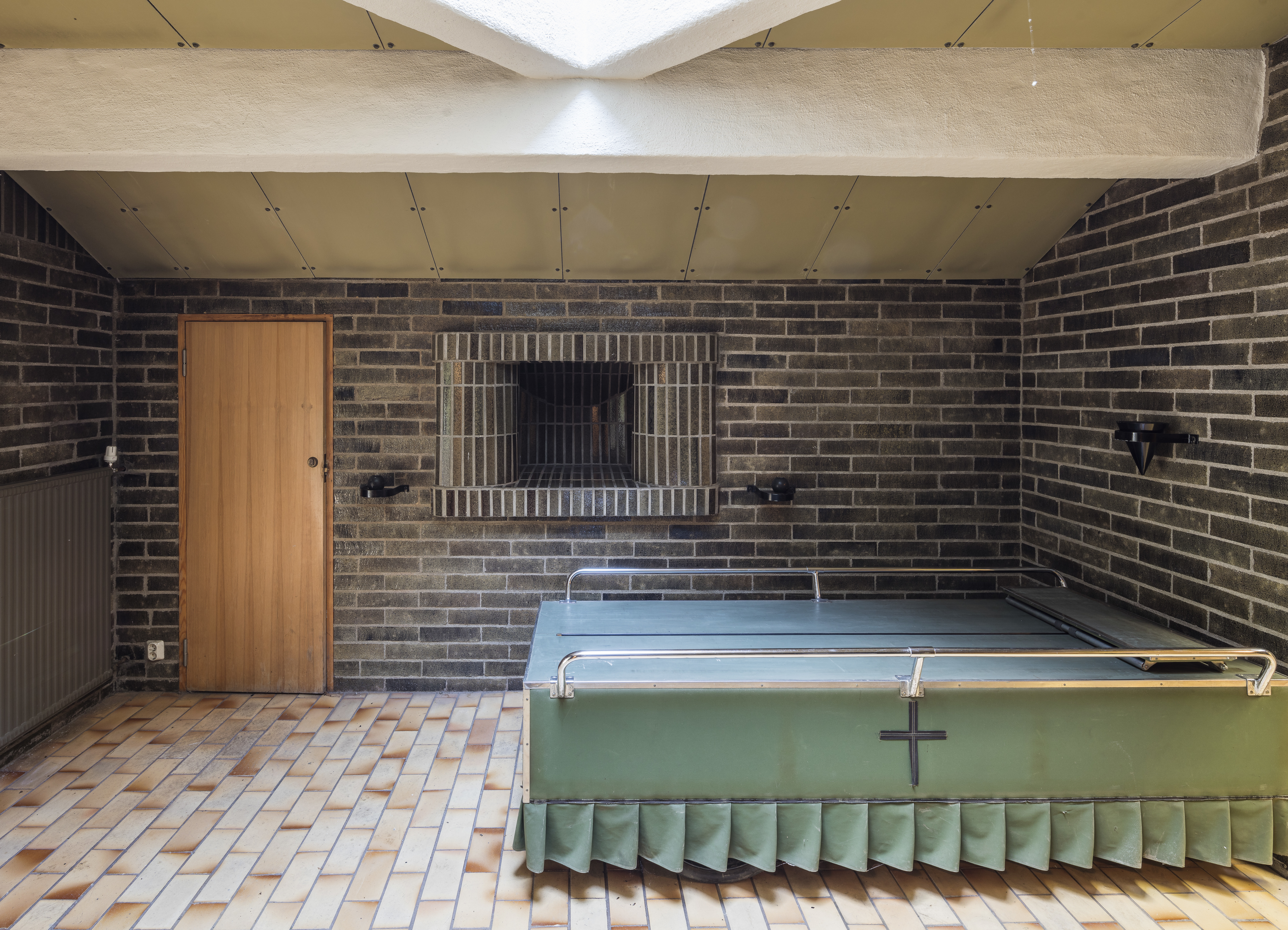
Bårhusets interiör.